# Neder-Silezisch voetbalkampioenschap 1911/12
In 1911/12 werd het zesde Neder-Silezisch voetbalkampioenschap gespeeld, dat georganiseerd werd door de Zuidoost-Duitse voetbalbond.
De competitie werd in twee groepen opgesplitst. Het is niet bekend of beide kampioen elkaar nog bekampten voor de algemene titel, enkel dat ATV Liegnitz deelnam aan de  Zuidoost-Duitse eindronde. De club versloeg Preußen Görlitz en SC Germania Breslau en werd kampioen. Hierdoor plaatste de club zich voor het eerst voor de eindronde om de Duitse landstitel, waarin de club in de eerste ronde verloor van SpVgg 1899 Leipzig.

## Bezirksklasse

### Gau Liegnitz
| Plaats | Club                    | Wed. | W | G | V | Saldo | Ptn |
| ------ | ----------------------- | ---- | - | - | - | ----- | --- |
| 1.     | ATV Liegnitz            | 4    | 3 | 1 | 0 | 17:8  | 7:1 |
| 2.     | FC Viktoria 06 Liegnitz | 5    | 3 | 1 | 1 | 16:12 | 7:3 |
| 3.     | FC Blitz 03 Liegnitz    | 4    | 1 | 0 | 3 | 15:17 | 2:6 |
| 4.     | ATV Liegnitz II         | 3    | 0 | 0 | 3 | 4:15  | 0:6 |

|  | Kampioen |

### Gau Schweidnitz
| Plaats | Club                  | Wed. | W | G | V | Saldo | Ptn |
| ------ | --------------------- | ---- | - | - | - | ----- | --- |
| 1.     | Schweidnitzer FV 1911 |      |   |   |   |       |     |
| 2.     | Waldenburger SV 09    |      |   |   |   |       |     |

|  | Kampioen |